# Louis-Marie-François Tardy de Montravel
Louis-Marie-François Tardy de Montravel (1811 - 4 de octubre de 1864) fue un oficial de marina francés.
En 1853 formaba parte de la tripulación del contraalmirante Febvrier-Despointes, quien tomó posesión de Nueva Caledonia. Tras la marcha del contraalmirante, fue él quien se encargó de gestionar la nueva colonia. Fundó Port-de-France el 25 de junio de 1854, que se rebautizó como Numea en 1866 para evitar confundirla con la ciudad de Martinica Fort-de-France. Un barrio de la ciudad lleva su nombre. Fue el cuadragésimo primer gobernador de la Guyana Francesa entre 1859 y 1864. Terminó su carrera con el grado de contraalmirante.